# 윤호 (성우)
윤호(1979년 3월 28일 ~ )는 대한민국의 성우로, 2009년 한국방송 성우극회 공채 34기로 입사했다.

## 약력
- 성균관대학교 경영학부를 졸업했다.

## 출연작품

### 애니메이션
- 세인트 세이야 오메가 (재능TV) - 세이야
- 언어의 정원
- 헬로 카봇 쌈바 (SBS) - 쿨

### 특수촬영 드라마
- 울트라맨 메비우스(재능TV) - 최강민 外

### 외화

#### 드라마
- 삼국지(KBS) - 유현 / 조식 / 조예 / 마량
- 신드바드(KBS) - 타짐 (로버트 길버트) / 학자
- 초한지(KBS) - 우자기
- 전쟁과 평화(KBS) - 니콜라이(잭 로던)
- 더 라인(MBC) - 에드몽 / 바그너
- 천사의 손길 (PBS)
- 저 결혼 못하는 게 아니라 안 하는 겁니다 (채널W) - 이케다

#### 영화
- 써로게이트(KBS) - 아나운서(커크 호킨스) / 갠터의 아들의 친구
- 천일의 스캔들(KBS) - 조지 불린 (짐 스터게스)
- 일대종사(KBS) - 일선천(장첸)

### 다큐 및 교양
- KTV <희망>
- 대전MBC <시사 플러스>
- EBS <직업의 세계>
- KBS 세상의 모든 다큐
- FISHING TV <로드맨>
- 2011.12.20 KBS 시사 기획10 <김정일 사망 북한 어디로>
- 2012.03.07 EBS 다큐 10+ - 공포의 대지진 제 1부 땅 밑에 숨은 괴물을 찾아서 - 해설
- 2012.03.08 EBS 다큐 10+ - 공포의 대지진 제 2부 15초의 진동, 고베를 무너뜨리다 - 해설
- 2012.03.14 EBS 다큐 10+ - 공포의 대지진 제 3부 고층건물을 위협하는 장주기 지진동 - 해설
- 2012.03.15 EBS 다큐 10+ - 공포의 대지진 제 4부 쓰나미가 대도시를 덮칠 때 - 해설
- 2014.02.20 KBS 파노라마 - 몽골고원 4부작 - 4편 노마드, 길을 묻다 - 해설
- 2014.03.13 KBS 파노라마 - 산호초의 선물 라자암팟 - 해설
- 2014.01.24 KBS 동물의 세계 - 술라웨시 섬의 검둥 원숭이 (1)
- 2014.01.27 KBS 동물의 세계 - 술라웨시 섬의 검둥 원숭이 (2)
- 2014.01.28 KBS 동물의 세계 - 술라웨시 섬의 검둥 원숭이 (3)
- 2014.03.05 KBS 동물의 세계 - 바다의 폭군, 뉴질랜드 범고래(1)
- 2014.03.06 KBS 동물의 세계 - 바다의 폭군, 뉴질랜드 범고래(2)
- 2014.03.07 KBS 동물의 세계 - 바다의 폭군, 뉴질랜드 범고래(3)
- 2014.07.24 KBS 동물의 세계 - 범고래와 함께한 50년의 여정 (1)
- 2014.07.25 KBS 동물의 세계 - 범고래와 함께한 50년의 여정 (2)
- 2014.07.28 KBS 동물의 세계 - 범고래와 함께한 50년의 여정 (3)
- 2014.09.23 KBS 동물의 세계 - 야생의 무법자 꿀오소리 (1)
- 2014.09.24 KBS 동물의 세계 - 야생의 무법자 꿀오소리 (2)
- 2014.09.25 KBS 동물의 세계 - 야생의 무법자 꿀오소리 (3)
- 2014.12.12 KBS 동물의 세계 - 술라웨시 섬의 검둥 원숭이 (1)
- 2014.12.15 KBS 동물의 세계 - 술라웨시 섬의 검둥 원숭이 (2)
- 2014.12.16 KBS 동물의 세계 - 술라웨시 섬의 검둥 원숭이 (3)
- 2014.12.17 KBS 동물의 세계 - 범고래와 함께한 50년의 여정 (1)
- 2014.12.18 KBS 동물의 세계 - 범고래와 함께한 50년의 여정 (2)
- 2014.12.19 KBS 동물의 세계 - 범고래와 함께한 50년의 여정 (3)
- 2015.06.15 KBS 특선다큐 '당분과 지방에 관한 진실'
- 2015.06.22 KBS 해외걸작다큐 <1차 세계 대전 어느 병사들의 이야기 (Our World War)> 제1부 첫 전투 - 디스 중위 役
- 2015.08.30 EBS 하늘에서 본 지구 - 포르투갈 리냐르스 성에서 리스본까지 - 해설
- 2015.12.15 KBS 시사기획 창 - 일감은 공정한가 - 해설
- 2016.06.09 KBS 세상의 모든 다큐 사형수 이야기 운명의 24시간 2부 사형수를 위해 싸우는 사람들
- 2016.07.17 KBS 동물의 왕국 - 생명의 순환, 세렝게티 대이동
- 2016.07.24 KBS 동물의 왕국 - 생사의 관문, 마라 강을 건너라
- 2016.11.20 KBS 동물의 왕국 - 응고롱고로 분화구의 동물들
- 2016.11.29 KBS 동물의 세계 - 기적의 야생 적응기 - 짖는 원숭이와 치타 (1)
- 2016.11.30 KBS 동물의 세계 - 기적의 야생 적응기 - 짖는 원숭이와 치타 (2)
- 2016.12.05 KBS 동물의 세계 - 기적의 야생 적응기 - 코뿔소와 맥 (1)
- 2016.12.06 KBS 동물의 세계 - 기적의 야생 적응기 - 코뿔소와 맥 (2)
- 2016.12.11 KBS 동물의 왕국 - 인류의 요람, 세렝게티
- 2016.12.18 KBS 동물의 왕국 - 생명의 순환, 세렝게티 대이동
- 2017.01.07 KBS 동물의 왕국 - 생사의 관문, 마라강을 건너라
- 2017.01.15 KBS 동물의 왕국 - 응고롱고로 분화구의 동물들
- 2017.09.08 KBS 대기획 UHD <순례 4부작 2편 신의 눈물> - 해설
- 2017.09.28 KBS 스페셜 <김정은의 두 얼굴> - 해설
- 2017.10.13 KBS 동물의 세계 <기적의 야생적응기 - 짖는 원숭이와 치타>
- 2017.10.17 KBS 동물의 세계 <기적의 야생 적응기 - 코뿔소와 맥>
- 2017.12.07 KBS 동물의 세계 <동물들의 최종병기>
- 2018.02.04 EBS 세계의 눈 <곤충의 사생활-힘겨운 겨울나기> - 해설
- 2019.01.02 EBS 세계의 눈 <곤충의 사생활-신이 사랑한 딱정벌레> - 해설
- 2019.01.09 EBS 세계의 눈 <곤충의 사생활-초원의 공포영화> - 해설

### 라디오 드라마
라디오 여행기 (KBS 3라디오)
- 2011.06.19~2011.07.16 최준식 作 <신라가 빚은 예술, 경주> - 낭독

소설극장 (KBS 3라디오)
- 2009.01.23~2009.10.04 이병주 作 <지리산> - 이태 外
- 2009.10.02~2009.11.29 신경숙 作 <리진> - 게랭 役
- 2009.11.30~2010.01.05 김훈 作 <남한산성> - 내관, 토병, 이시백, 정랑 役
- 2010.01.06~2010.02.07 임철우 作 <그 섬에 가고 싶다> - 큰 형, 용철이네 남편, 소동 아저씨, 남자, 우체부 아저씨, 마을 어른 役
- 2010.02.08~2010.03.13 김원일 作 <마당 깊은 집> - 나(길남) 役
- 2010.03.18~2010.03.26 윤대녕 作 <제비를 기르다> - 나 役
- 2010.04.02~2010.04.05 윤대녕 作 <편백나무 숲으로> - 찬영 役
- 2010.04.06~2010.04.10 윤대녕 作 <고래등> - 나 役
- 2010.05.18~2010.05.20 박완서 作 <촛불 밝힌 식탁> - 나 役
- 2010.05.31~2010.07.23 현기영 作 <지상에 숟가락 하나> - 할아버지, 담임 선생님, 큰 아버지, 남자 役
- 2010.07.24~2010.08.27 박민규 作 <삼미슈퍼스타즈의 마지막 팬클럽> - 아버지, 프로복음 목소리, 마마 라이 파파 라이, 김동근, 집주인, 면접관, 브론토사우르스 役
- 2010.08.28~2010.09.01 F. 스콧 피츠제럴드 作 <벤자민버튼의 시간은 거꾸로 간다> - 벤자민 버튼 役
- 2010.09.04~2010.09.08 F. 스콧 피츠제럴드 作 <낙타 엉덩이> - 마틴 메이시 役
- 2010.09.10~2010.09.16 F. 스콧 피츠제럴드 作 <리츠칼튼 호텔만 한 다이아몬드> - 아버지 役
- 2010.09.10~2010.09.24 F. 스콧 피츠제럴드 作 <메이데이> - 캐롤 키, 택시기사 役
- 2010.10.01~2010.10.05 F. 스콧 피츠제럴드 作 <행복의 잔해> - 해리 役
- 2010.10.07~2010.11.13 박현욱 作 <아내가 결혼했다> - 이덕훈 役
- 2010.12.06~2011.01.01 김중혁 作 <악기들의 도서관> - DJ 스티프, 나 役

라디오 극장 (KBS 한민족 방송)
- 2009.01.01~2009.01.31 리지명 作 삶은 어디에 - 남자 役
- 2009.02.01~2009.02.28 김주영 作 아리랑 난장 - 장꾼, 취객, 횟집주인, 도사장, 경찰 役
- 2009.06.01~2009.06.30 송은일 作 사랑을 묻다 - 교사, 남자, 최변호사 役
- 2009.07.01~2009.07.31 심훈 作 상록수 - 하인, 주임, 목수 役
- 2009.08.01~2009.08.31 이상민 作 빨간 자전거 - 학생, 친구, 관리인 役
- 2009.09.01~2009.09.30 강인수 作 어부의 노래 - 찬호, 반장, 박선장 役
- 2009.10.01~2009.10.31 현진건 作 무영탑 - 노장, 제자, 텁석부리, 스님 役
- 2009.11.01~2009.11.30 윤지강 作 난설헌, 나는 시인이다 - 사내, 성립, 아전, 승문원 판사, 친구 役
- 2009.12.01~2009.12.31 김정현 作 고향 사진관 - 교사, 장인, 김대위, 영호 役
- 2010.01.01~2010.01.31 한비 作 천국애서
- 2010.02.01~2010.02.28 박범신 作 풀잎처럼 눕다 - 점박이 役
- 2010.03.01~2010.03.31 이덕일 作 이회영과 젊은 그들 - 이인직, 이건영, 생도, 민영달, 심훈, 엄항섭, 신채호, 정화암, 김구, 하기락 役
- 2010.07.01~2010.07.31 권비영 作 덕혜옹주 - 허승, 카토 役
- 2010.08.01~2010.08.31 김성종 作 최후의 증인 - 차석, 조익현, 김중엽 검사, 교도관, 국장, 한동주 役
- 2010.10.01~2010.10.31 진산 作 대사형 - 방우창, 도사, 구경꾼 役
- 2010.11.01~2010.11.30 양귀자 作 원미동 사람들 - 집주인, 홍씨, 동네주민 役
- 2010.12.01~2010.12.31 권지예 作 4월의 물고기 - 편집장, 김형사 役
- 2011.09.01~2011.09.30 신한균 作 신의 그릇
- 2017.02.01~2017.02.28 정규웅 作 붉은 꽃, 나혜석 - 해설

라디오 독서실 (KBS 라디오)
- 2009.02.01 진보경 作 호모 리터니즈 - 직원 役
- 2009.03.08 박상우 作 인형의 마을 - 스님 役
- 2009.04.26 정미경 作 성스러운 봄 - 소장 役
- 2009.06.28 염승숙 作 채플린, 채플린 - 미스터 왕 役
- 2009.10.04 김시습 作 만복사저포기 - 부처 役
- 2009.11.08 박민규 作 근처 - 막내 형 役
- 2009.11.22 김경욱 作 신에게는 손자가 없다 - 김형태 役
- 2009.12.20 윤영선 作 여행 - 나상수 役
- 2010.01.03 허균 作 홍길동전 - 임금 役
- 2010.01.24 이은선 作 붉은 코끼리 - 삼촌 役
- 2010.02.21 박민규 作 아침의 문 - JD 役
- 2010.02.28 하근찬 作 수난이대 - 사내 役
- 2010.03.07 현덕 作 나비를 잡는 아버지 - 중년 役
- 2010.04.04 조갑상 作 통문당 - 조교 役
- 2010.04.18 황순원 作 독 짓는 늙은이 - 조수 役
- 2010.05.16 김영하 作 사진관 살인사건 - 조형사 役
- 2010.05.30 김명화 作 돐날 - 달수 役
- 2010.06.27 박조열 作 오장군의 발톱 - 서쪽 사령관 役
- 2010.08.29 이기호 作 밀수록 다시 가까워지는 - 아버지 役
- 2010.11.28 성석제 作 인간적이다 - 노인 役
- 2010.12.19 이근삼 作 국물 있사옵니다 - 사장 役
- 2010.12.26 한창훈 作 밤눈 - 사내 役
- 2011.01.02 이호철 作 나상(裸像) - 동생 役
- 2011.02.13 박완서 作 그 남자네 집 - 남자 役
- 2012.10.14 김수정 作 삵 - 남자 役
- 2014.01.05 김승옥 作 무진기행 - 나 役
- 2014.07.06 정미경 作 목 놓아 우네 - 심1 役
- 2015.04.19 최은미 作 근린 - 해설

KBS 무대 (KBS 3라디오)
- 2009.03.07 교수님, 행복하십니까? - 학생1 役
- 2009.04.04 모퉁이 - 등산객 役
- 2009.04.18 장모님의 아파트 - 앵커 役
- 2009.06.20 행복을 찾아서 - 남자 役
- 2009.11.07 아버지의 전대 (纏帶)
- 2009.11.14 그 남자의 가을
- 2009.12.05 맏이 - 경비원 役
- 2009.12.12 Try to Remember - 의사 役
- 2009.12.26 보라 코끼리가 간다 - 남종업원 役
- 2010.01.16 지상에서 영원으로 - 앵커 役
- 2010.02.06 어느 멋진 날 - 종업원 役
- 2010.02.13 불효시대
- 2010.04.10 알파맘 수난기 - 강명석 役
- 2010.07.10 빈 가지 위에 눈꽃이 피다 - 대원 役
- 2010.11.13 침입자
- 2012.12.15 우리반 대걸레가 죽었다 - 상구 役

대한민국 경제실록 (KBS 1라디오)
- 2010.04.19~2010.07.20 제1화 IMF가 있었다 - 최종현 外 役
- 2010.07.21~2010.09.24 제2화 세계 경영, 그 꿈과 좌절의 기록들 - 장병주 外 役
- 2010.09.27~2010.12.01 제3화 개발연대의 개막 - 이후락 外 役
- 2011.04.21~2011.06.17 제7화 한국경제의 대동맥 경부고속도로 - 윤영호 外 役
- 2011.08.17~2011.10.26 제9화 서울, 고도성장의 신화 - 이종윤 外 役
- 2011.10.27~2011.12.30 제10화 한국경제의 엔진, 자동차! - 김창원 外 役
- 2012.01.02~2012.03.02 제11화 제5공화국 경제수석실! - 이원조 外 役
- 2012.03.05~2012.05.01 제12화 산업인력 해외진출사 - 김종필 外 役
- 2012.05.02~2012.07.13 제13화 5공화국 사채파동 - 이철희 外 役
- 2012.12.10~2013.02.22 제16화 재벌의 맹아기 - 김성수 外 役
- 2013.09.16~2013.10.25 제20화 유통 산업의 역사 - 최남 外 役

신성원의 문화읽기 (KBS 1라디오)
- 2010.01.03 나쓰메 소세키 作 그후
- 2010.01.10 아쿠타카와 류노스케 作 라쇼몽 / 덤불 속
- 2010.01.17 다니자키 준이치로 후미코의 발, 그늘에 대하여
- 2010.01.24 다자이 오사무 作 인간실격
- 2010.02.07 아베 코보 作 모래의 여자
- 2010.02.14 오에 겐자부로 作 개인적인 체험
- 2010.02.28 가네시로 카즈키 作 GO
- 2010.03.07 헨리 입센 作 인형의 집
- 2010.03.14 제임스 매튜 베리 作 피터팬
- 2010.03.21 버나드 쇼 作 피그말리온
- 2010.03.28 유진 오닐 作 느릅나무 밑의 욕망
- 2010.04.04 사무엘 베게트 作 고도를 기다리며
- 2010.04.11 아서 밀러 作 세일즈맨의 죽음
- 2010.04.18 테네시 윌리엄스 作 욕망이란 이름의 전차
- 2010.04.25 데이빗 헨리 황 作 M.나비
- 2010.05.02 괴테 作 젊은 베르테르의 슬픔
- 2010.05.09 호프만 作 모래 사나이
- 2010.05.16 토마스 만 作 베니스에서의 죽음
- 2010.05.23 브레히트 作 사천의 선인
- 2010.06.06 옐리네크 作 피아노 치는 여자
- 2010.06.13 파트리크 쥐스킨트 作 향수
- 2010.06.20 베른하르트 슐링크 作 더 리더, 책 읽어주는 남자
- 2010.08.01 제인 오스틴 作 설득
- 2010.08.08 에밀리 브론테 作 폭풍의 언덕
- 2010.09.05 브람 스토커 作 드라큘라
- 2010.09.19 D.H.로렌스 作 아들과 여인
- 2010.09.26 제임스 조이스 作 더블린 사람들
- 2010.10.31 가즈오 이시구로 作 남아있는 나날
- 2010.11.07 이언 매큐언 作 속죄
- 2010.11.28 바르가스 요사 作 염소들의 축제
- 2010.12.05 박민규 作 아침의 문
- 2010.12.12 박성원 作 얼룩

특집 라디오 (KBS 라디오)
- 2010.10.27~2010.10.28 KBS 1라디오 핀란드 교육특집 2부작 다큐멘터리 <핀란드 교육 현장 함께 가는 교육이 최고를 만든다>
- 2010.11.08~2010.11.19 KBS 라디오 특별기획 <이금희의 신화 오딧세이>
- 2010.11.11~2010.11.12 KBS 세상의 모든 음악 특집 <세계의 민요, 그 영혼의 노래들>
- 2014.06.20 KBS 한민족 방송, 1라디오 공동기획 <한국 근대문학 기행, 모란 소나기 그리고 서시> 제 1편 찬란한 슬픔 김영랑 - 시 낭독 , 김영랑 役
- 2014.09.26 KBS 한민족 방송, 1라디오 공동기획 <한국 근대문학 기행, 모란 소나기 그리고 서시> 제2편. 순수의 미학, 황순원 - 시 낭독
- 2014.10.31 KBS 한민족 방송, 1라디오 공동기획 <한국 근대문학 기행, 모란 소나기 그리고 서시> 제 3편 별이 된 시인 윤동주

라디오 북카페 (SBS 러브 FM)
- 2012.05.21~2012.06.01 세르반테스 作 <돈키호테> - 암브로시오 外 役

### 오디오 드라마
- 걱정 말아요 365일 (바오로딸)
- 낙원의 밤 (북큐브) - 문정혁 役
- 애랑 (愛浪) : 치열한 사랑 (북큐브) - 송정우 役
- CEO처럼 생각하고 행동하라 (Audien)
- 30년 (Audien)
- 검은 바다 (Audien)
- 나도 부자가 될래요 (Audien)
- 나의 사랑 나의 신부 (Audien)
- 난설헌 (Audien)
- 내 아이의 자존감 (Audien)
- 단 하나의 습관 (Audien)
- 담배를 든 루스 (Audien)
- 동맹의 그늘 (Audien)
- 리더를 읽다 (Audien)
- 마녀 재테크 (Audien)
- 맥킨지 7S 경영 (Audien)
- 문재인 김인회의 검찰을 생각하다 (Audien)
- 비운의 조선 프린스 (Audien)
- 빨간 스웨터 (Audien)
- 사건으로 읽는 대한민국 (Audien)
- 사도 세자 (Audien)
- 사월의 바람 (Audien)
- 세계를 제패한 최강경영 (Audien)
- 세월은 흐르는 것이 아니라 쌓이는 것이다 (Audien)
- 수요일의 눈물 (Audien)
- 시선 (Audien)
- 쓰시마에서 온 소녀 (Audien)
- 얼음 폭풍 (Audien)
- 왕과 아들 (Audien)
- 왕의 초상 (Audien)
- 정도전 (Audien)
- 조선을 뒤집은 황당무계 사건들 (Audien)
- 조선의 마지막 황태자 이은 (Audien)
- 지금 마흔이라면 군주론 (Audien)
- 진실한 고백 - 깨끗한 여자 (Audien)
- 촌 (Audien)
- 통찰로 경영하라 (Audien)
- 한국의 나쁜 부자들 (Audien)
- 호러픽션 (Audien)
- 후흑학 (Audien)
- 회사가 원하는 인재의 조건 (Audien)

### 게임
- 사이퍼즈(네오플) - 캐논 도일 / 숙명의 카인
- 구운몽~어느 소녀의 사랑이야기~ - 초왕 / 뚜르가이
- 던전앤파이터 - 라이노스, 모래바람의 베릭트, 검은 눈의 사르포자, 서모너 룸
- 최강의군단 (에이스톰) - 데릭 지터
- 아키에이지
- 이카루스
- 검은사막
- 엔들리스 레전드 - 네크로파지
- 더 워킹 데드 시즌1 - 리 에버렛 / 밋첼 경관
- 아이작 리버스 - 나레이션
- 델타룬 - 제빌